# Tim Birkin

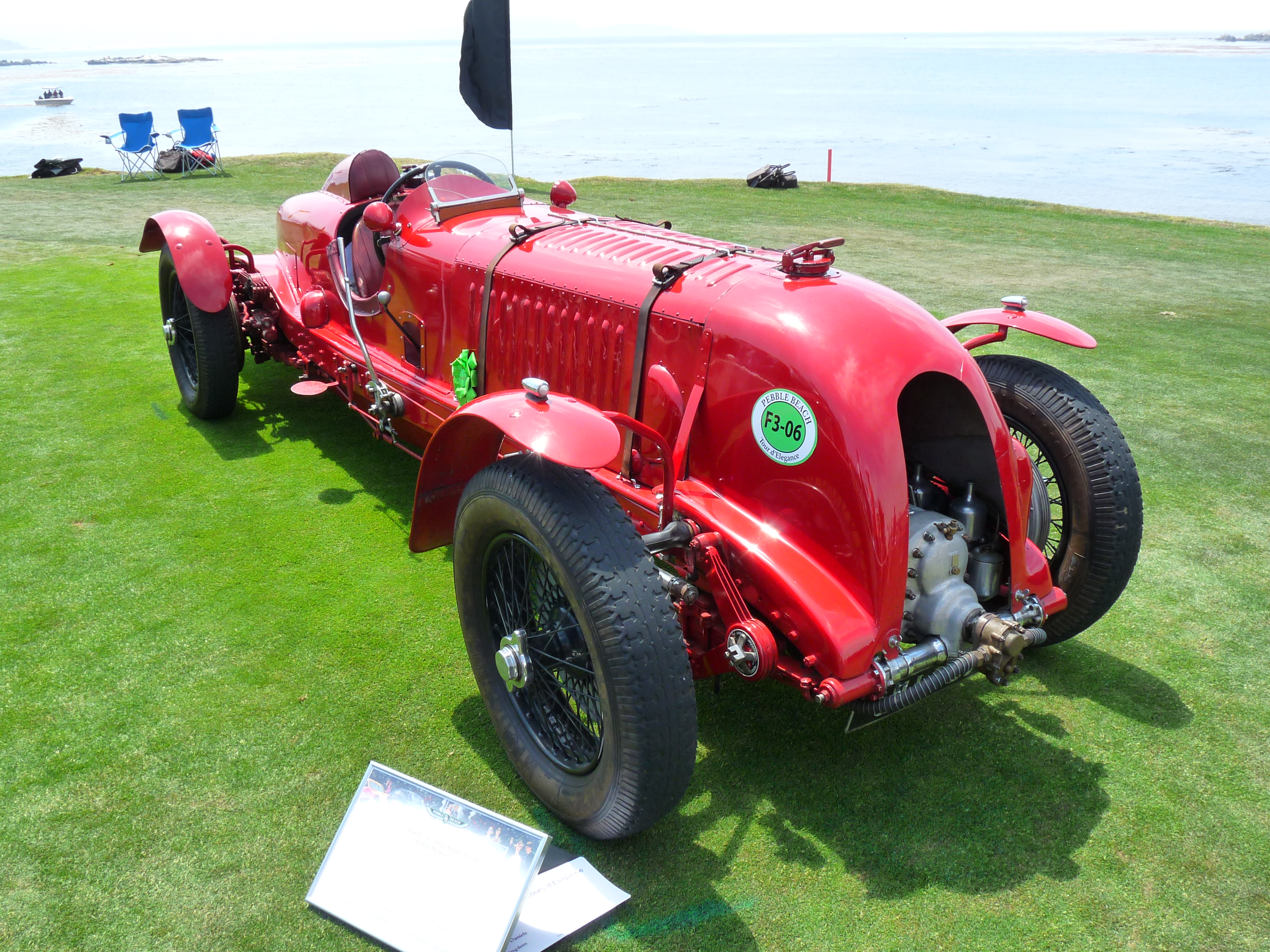
"Tim" Birkins Blower Bentley monoposto.

Sir Henry Ralph Stanley "Tim" Birkin, 3:e baronet, född den 26 juli 1896 i Nottingham, död den 22 juni 1933 i London, var en brittisk racerförare.
Birkin var son till en textilfabrikant från Nottingham. Under första världskriget tjänstgjorde han som pilot i Royal Flying Corps i Palestina, där han drabbades av malaria. Efter kriget arbetade han i familjeföretaget.

## Racingkarriär
Birkin körde sin första biltävling på Brooklands 1921. Från 1928 ägnade han sig åt motorsport på heltid med en Bentley. Året därpå vann han Le Mans 24-timmars, tillsammans med Woolf Barnato i en Bentley Speed Six.
Birkin körde Grand Prix racing i en Blower Bentley, ombyggd till ensitsig tävlingsbil. Sedan Bentley gått bankrutt och bilen inte längre var konkurrenskraftig, körde han utländska märken med ekonomisk uppbackning av Bentley Boys-kollegan Bernard Rubin. 1931 vann han sitt andra Le Mans-lopp, tillsammans med Earl Howe i en Alfa Romeo 8C.
Vid Tripolis Grand Prix 1933 råkade Birkin bränna armen mot bilens avgasrör. Brännskadan blev inflammerad och allmänt försvagad av malarian avled han en dryg månad senare.